# Hokrani, Manvi
Hokrani là một làng thuộc tehsil Manvi, huyện Raichur, bang Karnataka, Ấn Độ.